# Wohlfahrtia nuba
Wohlfahrtia nuba är en tvåvingeart som först beskrevs av Christian Rudolph Wilhelm Wiedemann 1830.  Wohlfahrtia nuba ingår i släktet Wohlfahrtia och familjen köttflugor. Inga underarter finns listade i Catalogue of Life.